# Antoon Ariën
Antoon Maria Gustaaf Ariën (Kontich, 29 juli 1909 - Tessenderlo, 18 juli 1944) was een Belgisch Vlaams-nationalistisch politicus voor het VNV.

## Levensloop
Ariën was afkomstig uit Kontich en vestigde zich als ingenieur te Tessenderlo, waar hij actief was in de chemische industrie. In 1940 werd hij aangesteld als secretaris van de corporatie van de chemische nijverheid. Tevens was hij actief als VNV-arrondissementsleider voor Noord-Limburg, in deze hoedanigheid was hij een sterk pleitbezorger van een hardhandige aanpak van de verzetsstrijders en de oprichting van een Limburgse 'Hilfsfeldgendarmerie' (naar Antwerps voorbeeld). Hij volgde deze opleiding en nam vervolgens deel aan verscheidene razzia's.
In februari 1944 werd hij tijdens de Duitse bezetting van België aangesteld als burgemeester te Tessenderlo. Datzelfde jaar op 18 juli 1944, twee maanden voor de bevrijding, werd hij  door verzetsstrijders in de 'bossen van de 70 Zillen' neergeschoten. Tijdens zijn uitvaartplechtigheid op 22 juli 1944, waren tal van VNV-topleden aanwezig, waaronder Hendrik Elias, commandant-generaal van de Dietsche Militie Joris Vansteenland, adjunct-algemeen secretaris Piet Wyndaele en algemeen propagandaleider Karel Lambrechts. Tevens was de leider van de Vlaamsche Wachtbrigade Christiaan Turcksin ook present. Tijdens Ariëns begrafenis zou, volgens Jos Bouveroux, de VNV-top principieel beslist hebben tot tegenterreur over te gaan.
In 2009 verscheen over zijn levensloop de biografie Antoon Ariën: dader en slachtoffer van Pieter Jan Verstraete.